# 约阿基姆·瓦采季斯
尤库姆斯·瓦采季斯（拉脱维亚语：Jukums Vācietis，1873年11月11日—1938年7月28日），俄语译为约阿基姆·约阿基莫维奇·瓦采季斯（俄语：Иоаким Иоакимович Вацетис），拉脱维亚裔俄国及苏联将领。

## 早年生活
瓦采季斯的家庭是普通的拉脱维亚劳动阶级，幼时的瓦采季斯曾边学习边放羊，中学时代则半工半读，在一个火柴厂工作。

## 军事生涯
瓦采季斯早年贫寒，1891年加入俄军。一战期间，他曾在波兰和东普鲁士前线作战，负伤多次。伤愈后，他被晋升为上校。1916年8月，他率部抵抗德军对里加的进攻，因此于10月晋升为第5拉脱维亚步枪兵团团长，官至上校。
瓦采季斯在1917年前并未显露出对政治的兴趣，但十月革命后，他立刻倒向布尔什维克，并于1918年4月起担任红色拉脱维亚步枪兵司令，该部队是当时布尔什维克最可靠的部队。他在镇压左派社会革命党人叛乱时起到关键作用。7月到9月间，他担任东方面军司令，对抗捷克斯洛伐克军团和白军。在此期间，红军获得的最重大胜利是占领了喀山。
1918年9月2日，瓦采季斯晋升为第一位红军总司令。然而，1919年7月3日，他就被加米涅夫取代。这一人事变动乃是当时红军内部权力斗争的表现：因为当时支持瓦采季斯的是托洛茨基，而加米涅夫的后盾则是斯大林。而且，瓦采季斯认为1919年夏天的东线已经取得重大进展，应当在乌拉尔山附近停止进攻，腾出兵力对付南线的邓尼金和顿河哥萨克，加米涅夫则认为两线作战仍然是可行的。到了7月份，加米涅夫被证明是正确的。
7月8日，瓦采季斯突然被作为反动分子逮捕，但不久便查明这是冤案，瓦采季斯获释。
1922年起，瓦采季斯任红军军事学院教授，从事军事理论研究。1937年11月29日，他再次遭到逮捕，这一次他没能逃过被清洗的命运，于1938年7月28日被处决。1957年，瓦采季斯被平反。
作为知名的苏联领导人，瓦采季斯至死未加入苏联共产党或其他任何政党，这在苏联將官中极为罕见，亦成為了他最後在大清洗中被迫害處決的原因。

## 延伸閱讀
- Ģērmanis, Uldis. . Acta Universitatis Stockholmiensis; Stockholm studies in history 20. Stockholm: Almqvist & Wiksell. 1974. OCLC 1171718 （德语）.
- Jēkabsons, Ēriks.  (PDF). Mājas Viesis (Latvijas Avīze). 2005-04-01: 10–11  [2008-06-13]. （原始内容 (PDF)存档于2005-12-14） （拉脱维亚语）.
- Ģērmanis, Uldis. . Jaunā Gaita 76–90. 1969–1972  [2019-06-04]. （原始内容存档于2022-10-14） （拉脱维亚语）.

## 外部連結
- Biographie auf der russischen Webseite hrono.ru （页面存档备份，存于） (russisch)
- GSE: 003548
- Jukums Vācietis. Dr. hist. Ēriks Jēkabsons. "Mājas Viesis"